# 小川愛里奈
小川 愛里奈（おがわ えりな、1998年6月3日 - ）は、日本の女子バレーボール選手である。

## 来歴
岡山県岡山市出身。小学3年次に姉の影響でバレーボールを始めた。就実中学校・高等学校在校中には、2014年1月の第27回全国都道府県対抗中学バレーボール大会において、優秀選手賞を獲得した。監督の西畑美希のもとで就実チームは快進撃を続け、2017年のインターハイベスト4、国体ベスト4、そして春高バレーでは準優勝を果たした。自身もインターハイでベスト6及び優秀選手賞、春高バレーで優秀選手賞を獲得した。
2017年1月27日、V・プレミアリーグ（当時）の東レアローズに黒後愛と共に入団（内定）。
同年7月に開催された世界ジュニア選手権 (U-20)の代表メンバーに選出され、銅メダル獲得に貢献した
2017年10月22日のVプレミアリーグ開幕戦（トヨタ車体クインシーズ戦）に途中出場して、2得点をあげてVプレミアデビューを果たした。
2018/19シーズン以降は井上奈々朱との併用により控えに回ることも増えたが、途中交代での投入など2018/19は32、2019/20は24試合出場とコンスタントに出場。さらに2020/21シーズンは皇后杯決勝でフル出場を果たしたり、リーグファイナルでも出場機会のなかった2シーズン前と違ってフル出場を果たすなど、出場機会が増加。また、続くVCupでは初めてオポジットでプレーするなど、選手としての幅を広げた。
2021/22シーズンは開幕戦（2021年10月15日、ヴィクトリーナ姫路戦）にスタメン出場。一試合を欠場した（もう一試合はみなし開催のため成績に加算されず）以外はスタメン出場を果たした他、レギュラーラウンドでのアタック決定率49.5%はリーグ三位、日本人選手一位と大野果歩と伊藤望の抜けたミドルブロッカー陣において柱となる活躍を見せ、初のリーグベスト6入りを果たしている。
2022年3月31日、2022年度の日本代表メンバーに初めて選出され、6月2日のネーションズリーグ開幕戦・韓国戦にスタメンで初出場を果たした。以降も試合に出場し、当大会で45得点をマークした。2022/23シーズンも全試合出場を果たし、チームのレギュラーラウンド一位、そしてリーグ準優勝に貢献した。
2023年4月25日、同月末に6年間在籍したチームを退団することが発表された。同年6月1日、かつて姉の杏奈が所属していたJTマーヴェラスに移籍した。

## 選手としての特徴
- ワイド攻撃に加え、VCupでオポジットとしてプレーしたように高いトスからのアタックが得意な、攻撃力の高いミドルブロッカー。

## 人物・エピソード
- かつてJTマーヴェラスに所属した小川杏奈は姉[23]。
- 今の座右の銘は「継続は力なり」[24]。
- チームメイトによると負けず嫌いで、チーム一の天然（ただし本人はいずれも否定している）[25][26]。
- チーム、そして2020-21開幕時登録のV1女子の選手で唯一、プロフィールの身長がミリ単位で表示されていた[24][26]。
- 趣味のお菓子作りはパティシエ級で、モンブランタルトを作ったことも[15][26]。

## 所属チーム
- 操明スポーツ少年団
- 就実中学校・高等学校（2011-2017年）
- 東レアローズ（2017-2023年）
- JTマーヴェラス/大阪マーヴェラス（2023年-）

## 球歴
- 全日本ジュニア代表 - 2017年
  - 世界ジュニア選手権 - 2017年（銅メダル）
- 日本代表 - 2022-2023年、2025年
  - ネーションズリーグ - 2022年（7位）

## 受賞歴
- 平成28年度全国高等学校総合体育大会バレーボール競技大会 - ベスト6、優秀選手賞
- 第69回全日本バレーボール高等学校選手権大会 - 優秀選手賞
- 第59回近畿6人制バレーボール男女総合選手権大会 - 最優秀選手賞
- 2022年 2021-22 V.LEAGUE DIVISION1 WOMEN：ベスト6

## 個人成績
V.LEAGUEの個人成績は下記の通り（ファイナルステージ、VCup含む）。
| 大会            | チーム          | 出場     | 出場        | アタック | アタック | アタック | アタック | バックアタック | バックアタック | バックアタック | バックアタック | アタック 決定本数 | ブロック | ブロック       | サーブ | サーブ         | サーブ   | サーブ | サーブ | サーブ   | サーブレシーブ | サーブレシーブ | サーブレシーブ | サーブレシーブ | 総得点      | 総得点      | 総得点   | 総得点      |
| --------------- | --------------- | -------- | ----------- | -------- | -------- | -------- | -------- | -------------- | -------------- | -------------- | -------------- | ----------------- | -------- | -------------- | ------ | -------------- | -------- | ------ | ------ | -------- | -------------- | -------------- | -------------- | -------------- | ----------- | ----------- | -------- | ----------- |
| 大会            | チーム          | 試 合 数 | セ ッ ト 数 | 打 数    | 得 点    | 失 点    | 決 定 率 | 打 数          | 得 点          | 失 点          | 決 定 率       | セ ッ ト 平 均    | 得 点    | セ ッ ト 平 均 | 打 数  | ノ 丨 タ ッ チ | エ 丨 ス | 失 点  | 効 果  | 効 果 率 | 受 数          | 成 功 ・ 優    | 成 功 ・ 良    | 成 功 率       | ア タ ッ ク | ブ ロ ッ ク | サ 丨 ブ | 得 点 合 計 |
| V1 2017-18      | 東レ            | 26       | 38          | 130      | 48       | 7        | 36.9     | 0              | 0              | 0              | -              | 1.26              | 8        | 0.21           | 60     | 2              | 1        | 9      | 8      | 4.6      | 16             | 6              | 4              | 50             | 48          | 8           | 3        | 59          |
| V1 2018-19      | 東レ            | 32       | 70          | 252      | 98       | 13       | 38.9     | 1              | 0              | 0              | 0              | 1.4               | 17       | 0.24           | 224    | 1              | 9        | 8      | 66     | 10.9     | 5              | 1              | 0              | 20             | 98          | 17          | 10       | 125         |
| V1 2019-20      | 東レ            | 24       | 50          | 168      | 68       | 10       | 40.5     | 0              | 0              | 0              | -              | 1.36              | 8        | 0.16           | 160    | 2              | 2        | 6      | 34     | 6.9      | 5              | 2              | 1              | 50             | 68          | 8           | 4        | 80          |
| V1 2020-21      | 東レ            | 27       | 67          | 330      | 145      | 8        | 43.9     | 22             | 6              | 0              | 27.3           | 2.16              | 23       | 0.34           | 198    | 6              | 7        | 13     | 63     | 12.9     | 10             | 4              | 5              | 65             | 145         | 23          | 13       | 181         |
| V1 2021-22      | 東レ            | 33       | 118         | 542      | 264      | 15       | 48.7     | 1              | 1              | 0              | 100            | 2.24              | 23       | 0.19           | 371    | 6              | 15       | 39     | 102    | 9.9      | 37             | 9              | 7              | 60.8           | 264         | 23          | 21       | 308         |
| V1 2022-23      | 東レ            | 37       | 142         | 610      | 277      | 26       | 45.4     | 2              | 0              | 0              | 0.0            | 1.95              | 21       | 0.15           | 482    | 6              | 11       | 35     | 138    | 8.9      | 49             | 29             | 13             | 72.4           | 277         | 21          | 17       | 315         |
| 通算：6シーズン | 通算：6シーズン | 180      | 485         | 2032     | 900      | 79       | 44.3     | 26             | 7              | 0              | 26.9           | 1.86              | 100      | 0.21           | 1495   | 23             | 45       | 110    | 411    | 9.6      | 122            | 61             | 30             | 62.3           | 900         | 100         | 68       | 1068        |